# Chlorkalk
Chlorkalk (auch Bleichkalk) ist ein technisches Gemisch aus meist 35 % Calciumhypochlorit Ca(OCl)2, 30 % Calciumchlorid (CaCl2) und 13 % Calciumhydroxid Ca(OH)2. Gelegentlich wird Chlorkalk mit der Halbstrukturformel 3CaCl(OCl) · Ca(OH)2 · 5 H2O beschrieben.
Chlorkalk wurde erstmals 1799 von Charles Tennant hergestellt.

## Herstellung
Chlorkalk wird in der Kälte durch Einwirken von Chlorgas auf feuchten gelöschten Kalk (Calciumhydroxid) gebildet:
{\displaystyle \mathrm {Ca(OH)_{2}+Cl_{2}\longrightarrow CaCl(OCl)+H_{2}O} }
Die von der Reaktionsgleichung beschriebene Umsetzung zu Calciumhypochlorit läuft aber nicht vollständig ab, daher kommt es zur Bildung des Gemischs, das auch noch Calciumchlorid und Calciumhydroxid enthält.

## Eigenschaften
Chlorkalk ist ein weißes, nach Hypochloriger Säure und Chlor riechendes Pulver oder Granulat. Es ist nur wenig in Wasser löslich. Die Dichte wird mit 1,5 g·cm−3 angegeben.
Bei Anwesenheit von Säuren oder mit Kohlenstoffdioxid aus feuchter Luft entwickelt sich Chlorgas. Beispielhaft hierfür ist die Reaktion von Schwefelsäure mit Chlorkalk:
{\displaystyle \mathrm {CaCl(OCl)+H_{2}SO_{4}\longrightarrow CaSO_{4}+H_{2}O+Cl_{2}} }
Beim Stehen und mit manchen Metalloxiden wird (besonders bei Lichteinwirkung) Sauerstoff freigesetzt.

## Verwendung

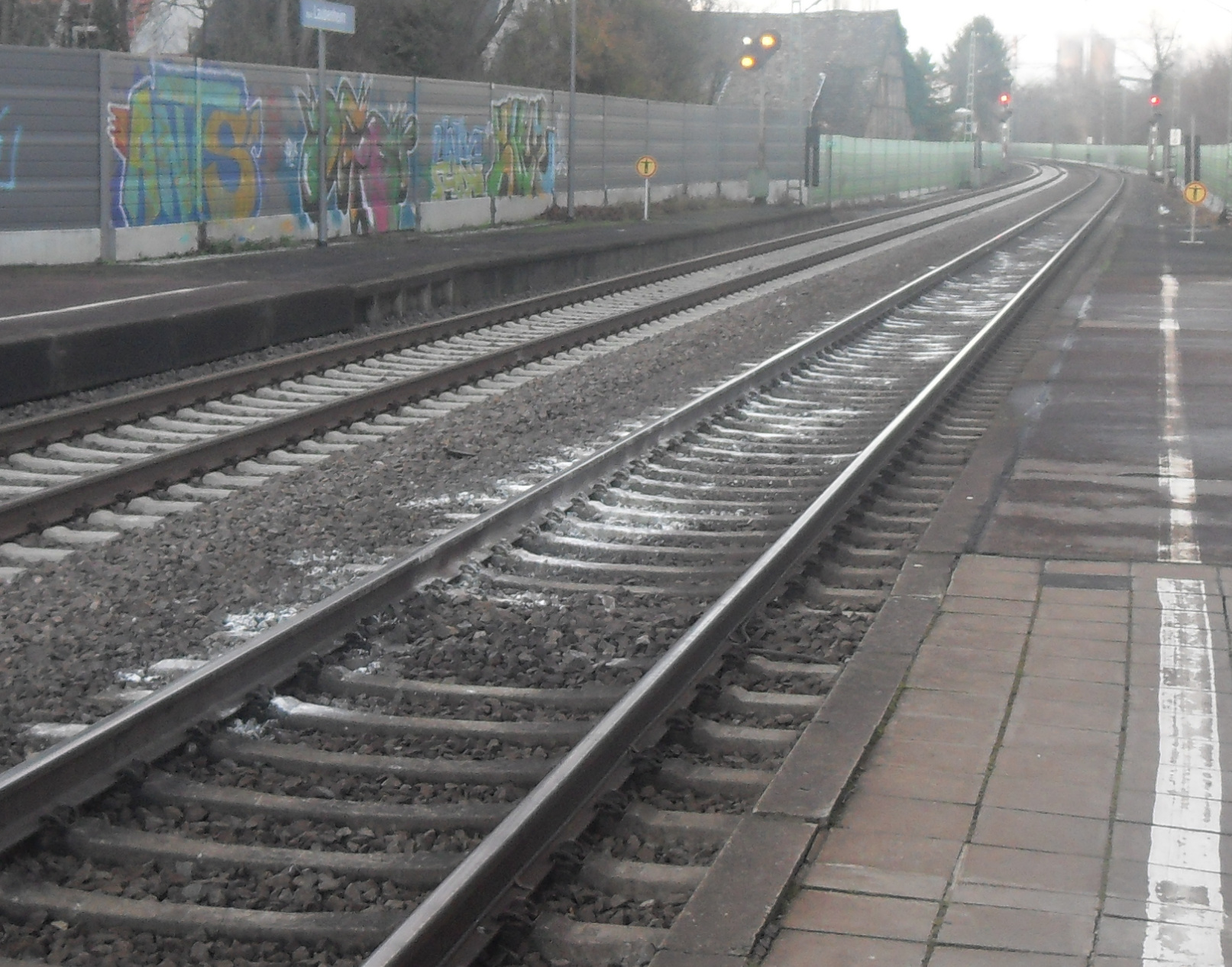
Chlorkalk nach einem Schienensuizid auf den Gleisen des Bahnhofs in Mainz-Laubenheim: Chlorkalk wirkt desinfizierend

Chlorkalk wurde zuerst durch den Mediziner Ignaz Semmelweis erfolgreich als Desinfektionsmittel eingesetzt; dadurch konnte die Sterblichkeit von Wöchnerinnen erheblich gesenkt werden. Allerdings greift Chlorkalk nicht nur Bakterien und Viren, sondern auch die Haut an. Daher ist die Verträglichkeit nicht sehr gut und die Bereitschaft zur regelmäßigen Anwendung gering. Besser akzeptiert sind heute Händedesinfektionsmittel auf Alkoholbasis. Ferner wird es auch als Algizid (Algenbekämpfungsmittel) und zur Dekontamination von Kampfstoffen (z. B. Sarin oder Senfgas)  eingesetzt. Im Ersten und Zweiten Weltkrieg war zur Hautdekontamination nach Kontakt mit Gelbkreuz-Kampfstoffen auch Calciumhypochlorit (in den deutschen Streitkräften unter der Bezeichnung Losantin) vorgesehen.
In der Technik werden Chlorkalk bzw. Calciumhypochlorit als Bleichmittel für Zellstoff, Papier und Textilien verwendet, werden aber aus Umweltschutzgründen zunehmend durch andere chlorfreie Bleichverfahren verdrängt.

## Toxikologie
In den Handel kommende Zubereitungen von Chlorkalk werden mit den gleichen Sicherheitshinweisen versehen wie die Hauptkomponente Calciumhypochlorit. Es wird als brandfördernd, ätzend, gesundheitsschädlich und umweltgefährdend eingestuft. Die letale Dosis LD50 beträgt 850 mg·kg−1 für die orale Aufnahme bei Ratten.